# 오미하치만시
오미하치만시(일본어: 近江八幡市)는 일본 시가현 중부의 비와호 동안에 있는 시이다.
도요토미 히데쓰구가 쌓아 올린 성시를 기초로 근세에는 상업도시로 발전했다. 이른바 오미 상인의 발상지이다. 에도 시대 이전의 풍치가 잘 남아 있는 곳이 많아 중요 전통적 건조물군 보존지구로 선정되어 있고 시대극 촬영 장소로도 사용된다.
시명에 옛 율령국 명칭인 "오미"를 붙인 것은 시가 될 당시에 이미 후쿠오카현 야하타시(八幡市)가 존재했기 때문이었지만 이 시는 1963년에 합병해 기타큐슈시가 되면서 소멸했다. 후쿠오카현 야하타시와 한자 표기가 같은 교토부 야와타시(八幡市)가 탄생한 것은 그 후인 1977년이지만 이때는 이미 후쿠오카현 야하타시가 소멸되었기 때문에 같은 이름의 회피는 행해지지 않았다.

## 지리
시가현 중앙부의 비와호 동안에 위치한다. 지형은 전반적으로 평탄하고 스즈카 산계에서 발원하는 모로카와강에 의해 형성된 고토평야(湖東平野)의 일각을 차지한다. 시내에는 작은 산들이 평야에 떠오르듯이 점재하고 비와호 상에는 호수 최대 섬인 오키노시마로 불리는 유인도가 있다. 담수호의 유인도는 세계적으로도 지극히 드문 경우이다. 또 시 북동부에는 인접하는 아즈치정과 걸치는 형태로 서쪽의 호수가 수향 지대를 전개하고 있어 "아즈치-하치만의 수향"으로 알려져 비와호 팔경 중 하나로 꼽히고 있다.

### 인접한 지자체
- 야스시
- 히가시오미시
- 가모군
  - 류오정

## 역사
- 1585년~1590년 - 도요토미 히데쓰구가 하치만성을 쌓고 성시(조카마치)를 건설하였다.
- 1607년~1764년 - 조선 통신사가 이곳을 통과하여 조선인 가도(朝鮮人街道 조센진카이도[*])라 하였다.
- 1889년 4월 1일 - 정촌제 시행으로 현재의 오미하치만시 지역에 가모군 하치만정을 포함한 1정 8촌이 성립하였다.
- 1954년 3월 31일 - 가모군 하치만정, 가나다촌, 오카야마촌, 마부치촌, 기리하라촌이 합병하면서 시로 승격해 오미하치만시가 되었다.
- 1991년 - 옛 성시(조카마치)가 중요 전통적 건조물군 보존지구로 선정되었다.
- 2010년 3월 21일 - 아즈치정과 통합하였다. 다만 구 아즈치정 지역에는 자치구역을 설치했다.

## 교통

### 철도
- 서일본 여객철도 도카이도 본선
  - (← 야스시 야스역) - 시노하라역 - 오미하치만역 - 아즈치역 - (히가시오미시 노토가와역 →)

- 오미 철도(일본어판) 요카이치선(일본어판)
  - (← 히가시오미시 히라타역 (시가현)(일본어판)) - 무사역 (시가현)(일본어판) - 오미하치만역

### 도로
- 국도 제8호선
- 국도 제421호선 (일본)(일본어판)
- 국도 제477호선 (일본)(일본어판)

## 인구
| 연도 | 인구   | ±%     |
| ---- | ------ | ------ |
| 1950 | 54,461 | —      |
| 1960 | 52,756 | −3.1%  |
| 1970 | 52,171 | −1.1%  |
| 1980 | 70,772 | +35.7% |
| 1990 | 77,730 | +9.8%  |
| 2000 | 78,669 | +1.2%  |
| 2010 | 81,738 | +3.9%  |
| 2020 | 81,122 | −0.8%  |

## 자매 도시
- 미국 미시간주 그랜드래피즈
- 대한민국 경상남도 밀양시
- 미국 캔자스주 레번워스

## 갤러리

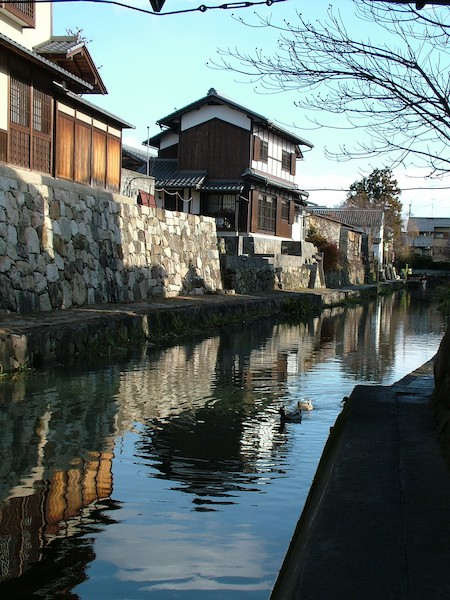
오미하치만 수향
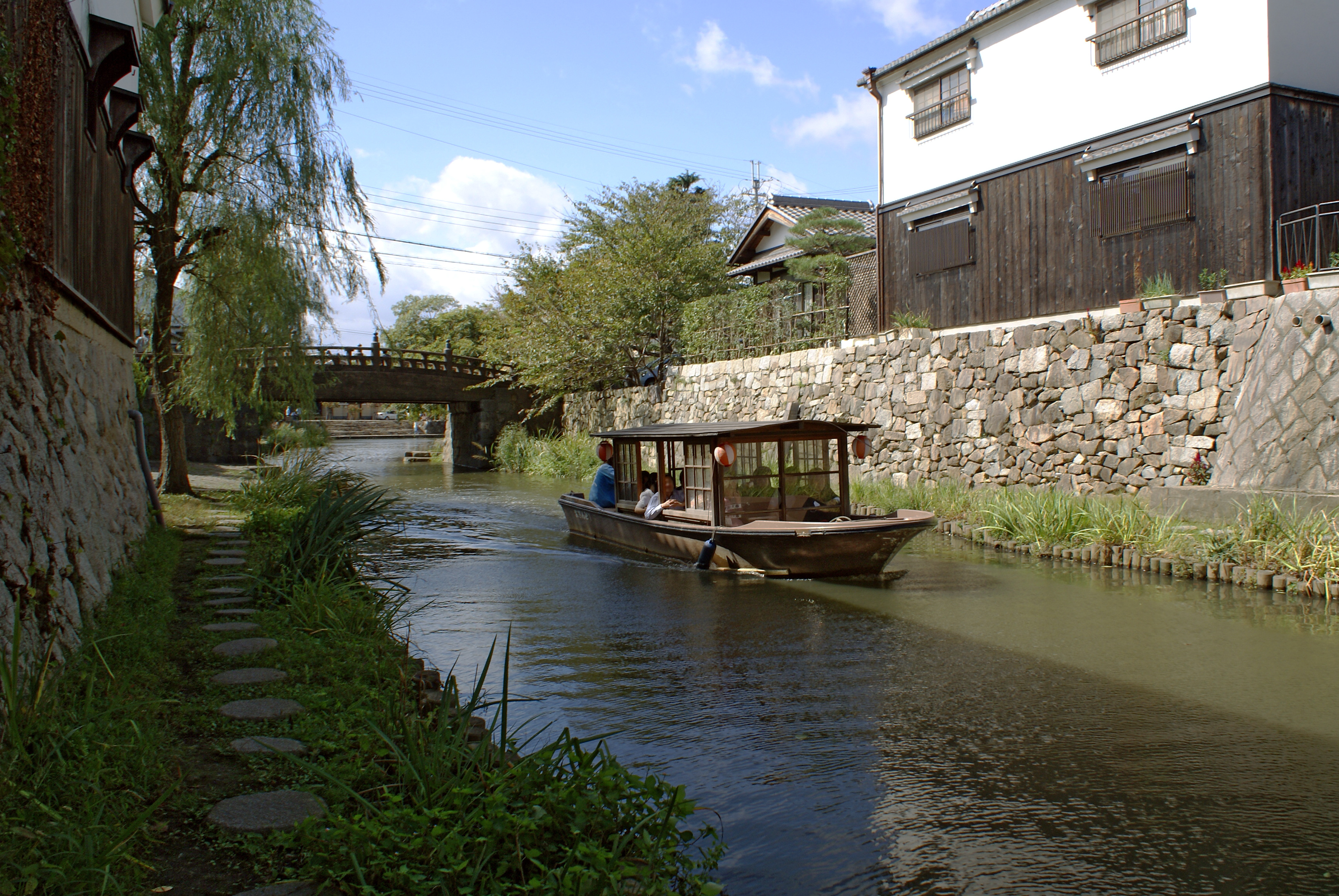
오미하치만 수향
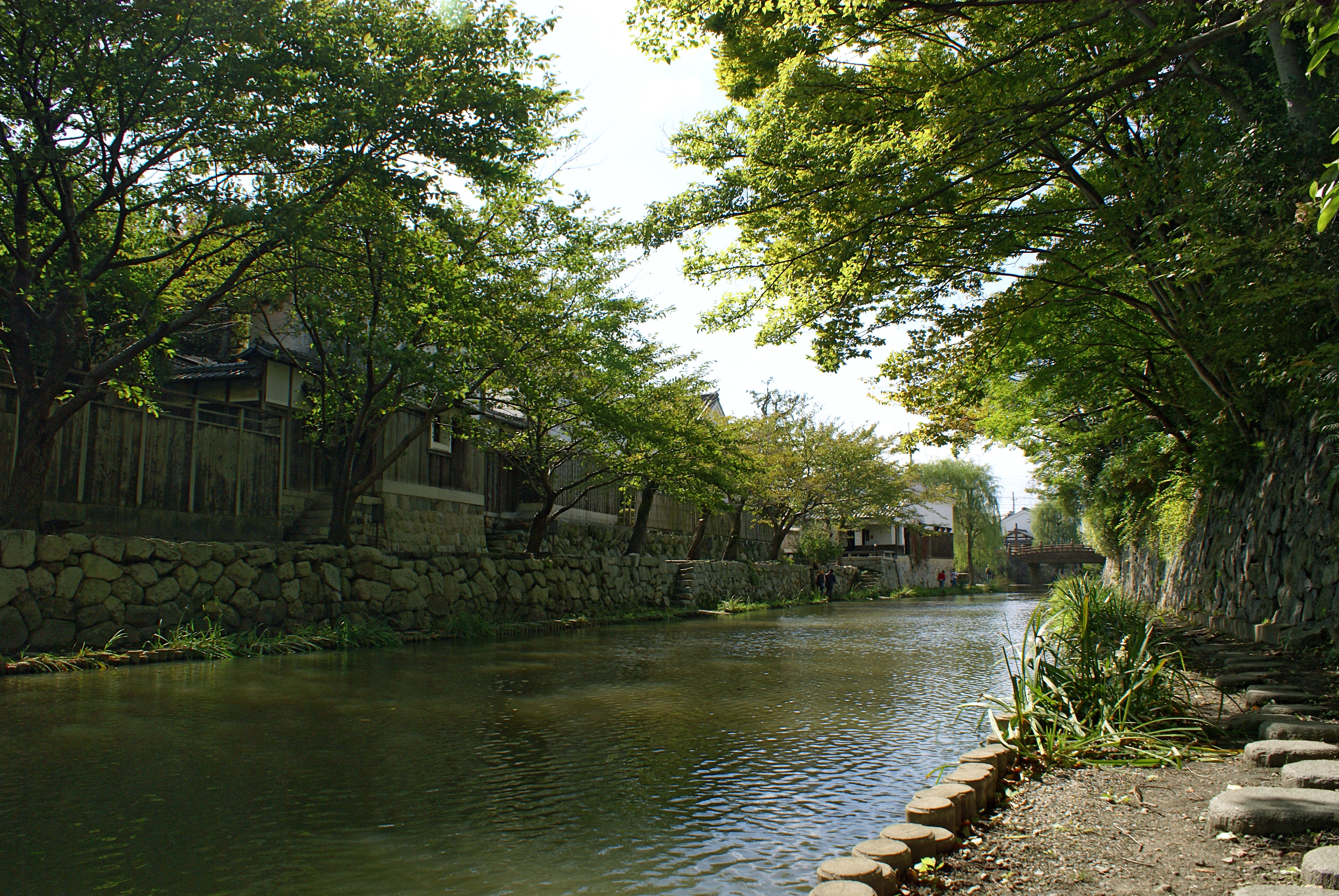
오미하치만 수향
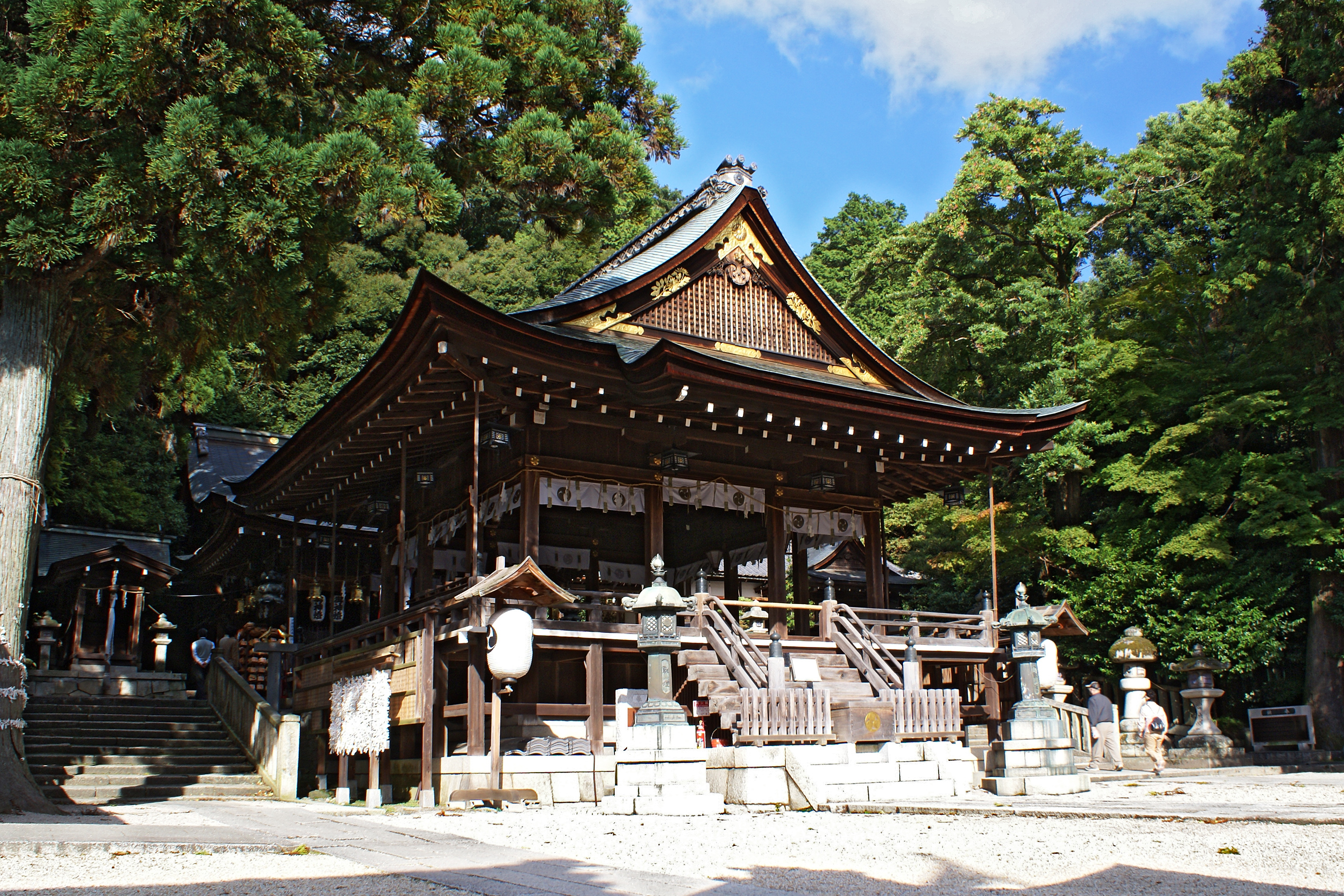
히무레 하치만궁
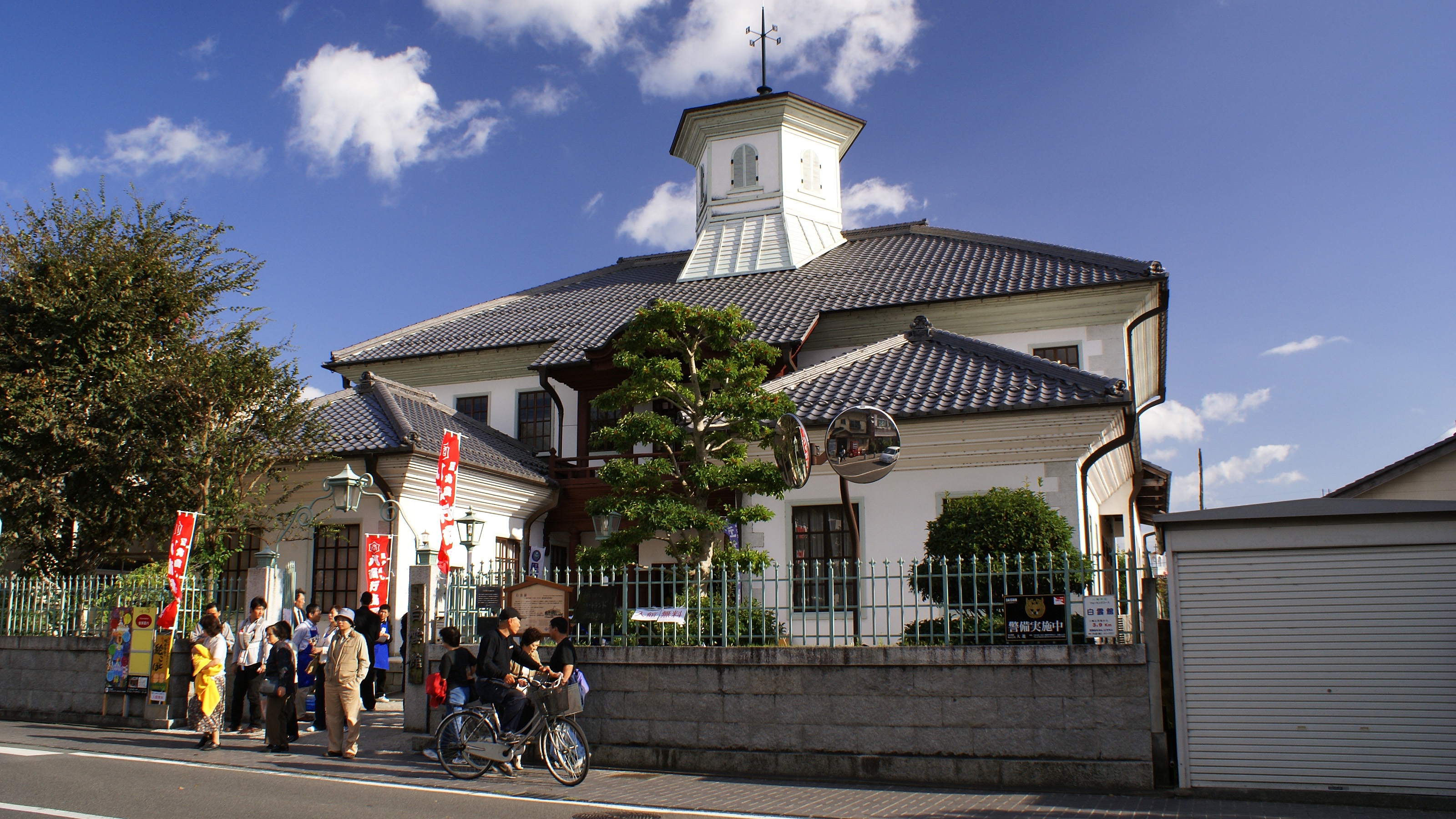
하쿤칸
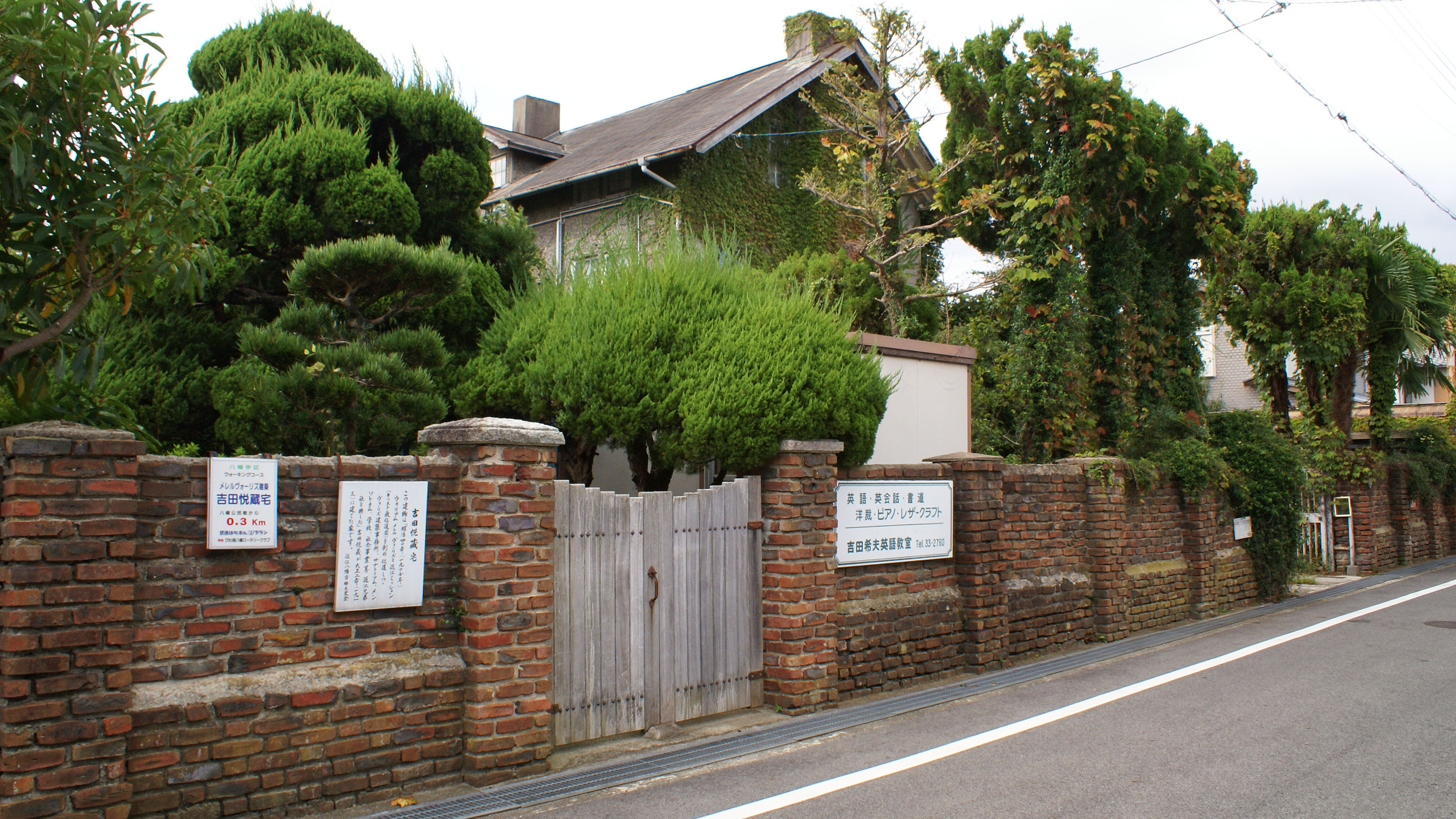
이케다정의 서양식 주택
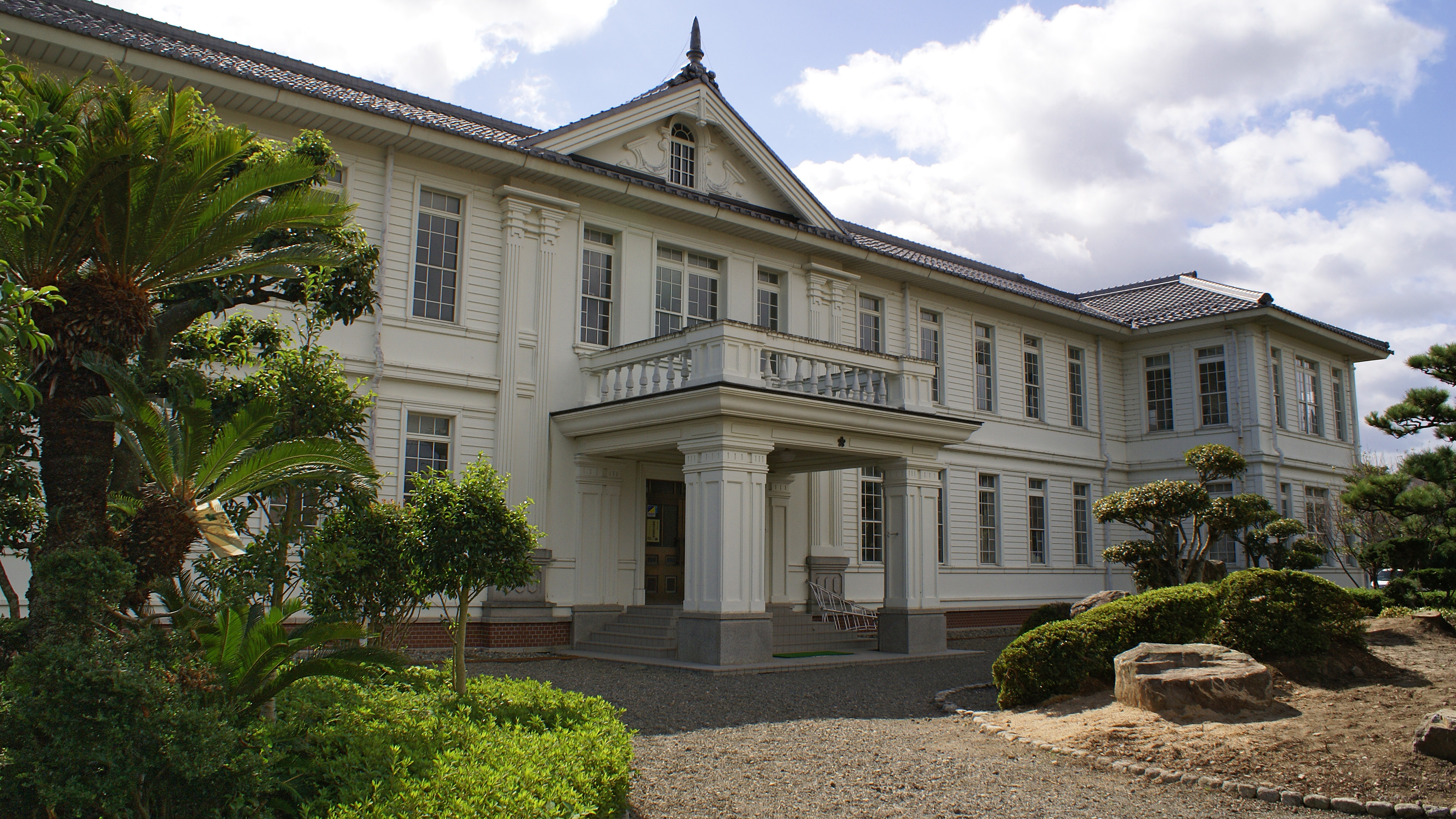
하치만 소학교
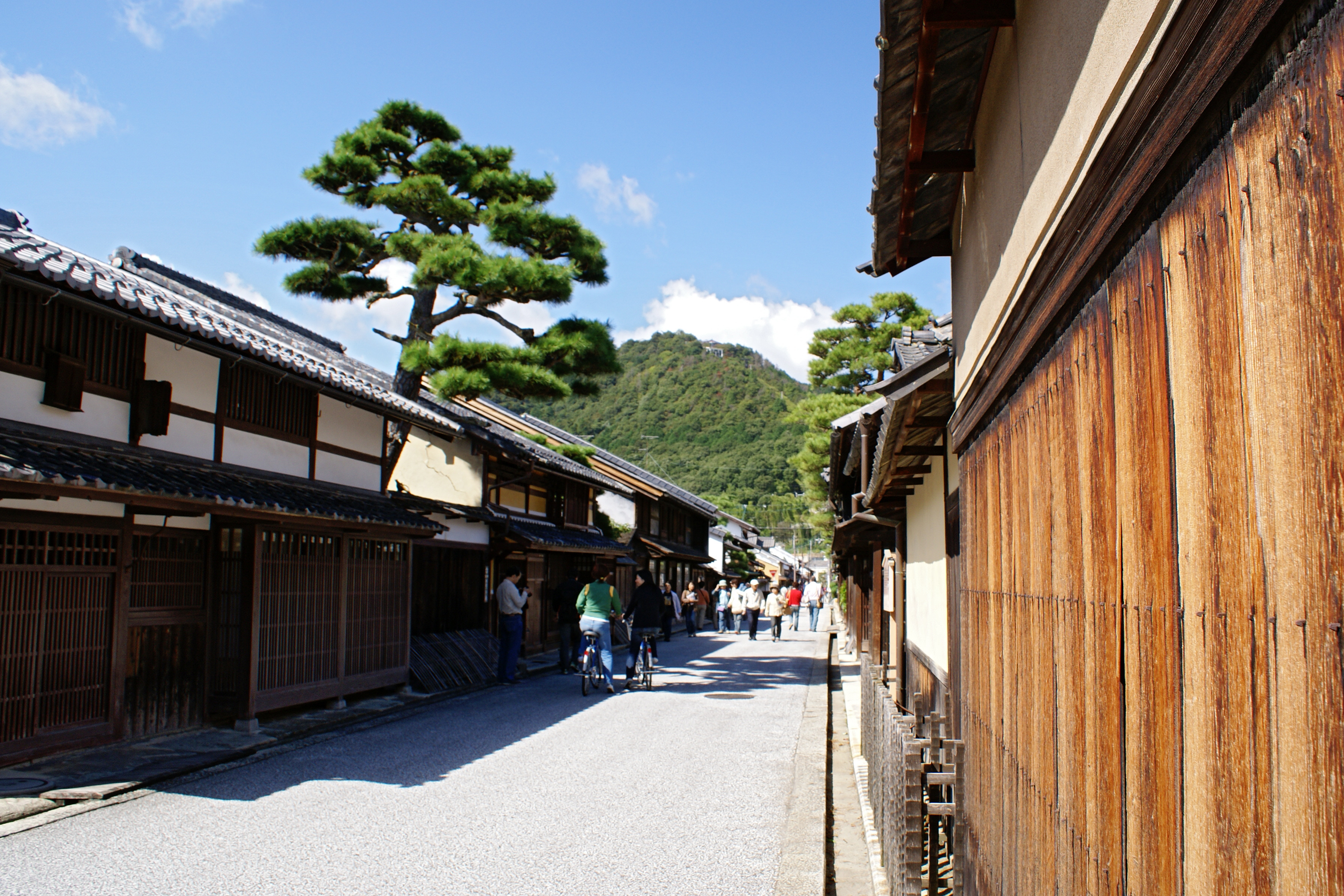
신마치 거리